# Liste der Monuments historiques in Buhl (Haut-Rhin)
Die Liste der Monuments historiques in Buhl führt die Monuments historiques in der französischen Gemeinde Buhl auf.

## Liste der Bauwerke
| Bezeichnung             | Beschreibung | Standort                    | Kennzeichnung | Schutzstatus | Datum | Bild           |
| ----------------------- | --- | --------------------------- | ------------- | ------------ | ----- | -------------- |
| Burg Hugstein           | Ruine einer Hangburg, um 1230; auch auf dem Gebiet von Guebwiller                                                      | südöstlich des Ortes (Lage) | PA68000068    | Classé       | 1898  | weitere Bilder |
| Wohn- und Geschäftshaus | Massivbau mit Krüppelwalmdach, Anfang des 19. Jahrhunderts                                                             | 130 rue du Florival (Lage)  | PA00085357    | Inscrit      | 1989  | weitere Bilder |
| Kirche St-Jean-Baptiste | Turm aus dem 13. Jahrhundert, um 1748 erneuert, Turmhaube 1899 ergänzt; Schiff von 1868 bis 1870 erbaut, Chor von 1877 | Place de l’Eglise (Lage)    | PA00085356    | Classé       | 1863  | weitere Bilder |

## Liste der Objekte
| Bezeichnung                                           | Beschreibung                                                                                                   | Standort                              | Kennzeichnung | Schutzstatus | Datum | Bild           |
| ----------------------------------------------------- | --- | ------------------------------------- | ------------- | ------------ | ----- | -------------- |
| Grabstein für Petrus Truttmann                        | Sandstein, 1389                                                                                                | außen an der École primaire (Lage)    | PM68000037    | Classé       | 1983  |                |
| Grabstein für Conrad Nantwig                          | Sandstein, 1377                                                                                                | außen an der École primaire (Lage)    | PM68000038    | Classé       | 1983  |                |
| Prozessionsstab mit dem Haupt von Johannes dem Täufer | Holz, farbig gefasst, 18. Jahrhundert                                                                          | in der Kirche St-Jean-Baptiste (Lage) | PM68001036    | Inscrit      | 1982  |                |
| Bühler Flügelaltar                                    | Triptychon; Ölfarbe auf Holz und auf Leinwand, Ende des 15. Jahrhunderts, aus dem Umfeld von Martin Schongauer | in der Kirche St-Jean-Baptiste (Lage) | PM68000036    | Classé       | 1978  | weitere Bilder |
| Glocke                                                | Bronze, 13. oder 14. Jahrhundert                                                                               | in der Kirche St-Jean-Baptiste (Lage) | PM68000638    | Classé       | 1982  |                |
| Kruzifix                                              | Holz, farbig gefasst und vergoldet, 17. oder 18. Jahrhundert                                                   | in der Kirche St-Jean-Baptiste (Lage) | PM68000029    | Classé       | 1982  |                |
| Orgel                                                 | Ensemble aus PM68002079 und PM68002080                                                                         | in der Kirche St-Jean-Baptiste (Lage) | PM68002078    | Classé       | 2012  |                |
| Orgelprospekt                                         | 1892 von Heinrich Koulen gebaut                                                                                | in der Kirche St-Jean-Baptiste (Lage) | PM68002080    | Classé       | 2012  |                |
| Instrumentalteil der Orgel                            | 1892 von Heinrich Koulen gebaut                                                                                | in der Kirche St-Jean-Baptiste (Lage) | PM68002079    | Classé       | 2012  |                |